# 市場デリバティブ
市場デリバティブ（しじょうデリバティブ）または上場デリバティブ（じょうじょうデリバティブ）とは、取引所に上場されているデリバティブのこと。対となる言葉は店頭デリバティブ。

## 日本の取引所
以下は、取り扱いデリバティブ類型の表示を含め、例であり一覧ではないことに注意されたい。金融商品取引所は金融商品取引法の規制の範疇、商品取引所は商品先物取引法の規制の範疇。
大阪取引所（金融商品取引所および商品取引所）
- 株価指数（日経225先物・オプションなど）、配当指数、ボラティリティ指数、REIT指数
- 個別株式（有価証券オプション）
- 債券（長期国債先物・オプションなど）
- 貴金属（金・銀・白金・パラジウム）
- ゴム
- 農産物（大豆・小豆・とうもろこし）

東京金融取引所（金融商品取引所）
- 金利（ユーロ円3ヵ月金利など）
- くりっく365
- くりっく株365

東京商品取引所（商品取引所）
- エネルギー（電力・液化天然ガス・原油・ガソリン・灯油・軽油）

堂島取引所（商品取引所）
- 農産物（とうもろこし、米国産大豆、米穀、小豆）
- 砂糖（粗糖）
- 貴金属（金、銀、白金）

## 日本の法律上の用語

### 市場デリバティブ
金融商品取引法においては用いられているが、商品先物取引法においては（金融商品取引法上の用語引用として以外は）用いられていない。金融商品取引法第2条第20項では、デリバティブ取引を市場デリバティブ取引、店頭デリバティブ取引、外国市場デリバティブ取引の3つに分類していて、市場デリバティブ取引とは日本の取引所のデリバティブ取引を指す。

### 上場デリバティブ
法律上の用語としては用いられていない。